# Juszczyn (Klein-Polen)
Juszczyn is een dorp in de Poolse woiwodschap Klein-Polen. De plaats maakt deel uit van de gemeente Maków Podhalański en telt 2511 inwoners.

## Verkeer en vervoer
- Station Juszczyn